# Ibn Zaydun
Abu-l-Walid Àhmad ibn Abd-Al·lah ibn Àhmad ibn Ghàlib al-Makhzumí, conegut com a Ibn Zaydun (en àrab أحمد بن عبد الله بن زيدون), o a les fonts cristianes castellanes com Abenzaidún (Còrdova, 1003 - Sevilla, 1070/1071), va ser un poeta àrab andalusí.
Fou considerat un dels poetes amorosos millors de l'Àndalus, i considerat el millor neoclàssic. Va tenir apassionats amors amb la princesa omeia i poetessa Wal·lada que va inspirar a escriptors i dramaturgs musulmans.
Va participar en la pujada al poder del jahwàrides a Còrdova i fou primer favorit i després visir d'Abu-l-Hazm Jàhwar ibn Muhàmmad ibn Jàhwar (1031-1043). La seva relació amb Wal·lada va introduir l'emir a la poesia àrab fins llavors limitat a l'aspecte espiritual (amor udhrí), i a la seva obre reuneix els conceptes d'amor neoplatònic i la descripció de les experiències físiques; va apujar l'amor a nivell de religió amb submissió de l'amant a l'estimada, fidelitat permanent, constància i paciència per la consumació de l'amor, el concepte d'amor com a presó, idealització de la persona estimada, i altres característiques que també apareixen a la poesia occitana a la mateixa època.
Els amors amb Wal·lada van tenir un final tempestuós; després del trencament, la correspondència entre els dos amants, esdevé una sèrie de sàtires dirigides contra el seu rival i ara amant de Wal·lada, Abu-Àmir Àhmad ibn Abdús. Unes frases ofensives d'una sàtira (la Rissala hazliyya), posades en boca de la princesa per fer més efectiva la ridiculització d'Abu-Àmir, el van portar al poeta a la presó acusat de procurar la restauració dels omeies. Va escriure cartes i poesies a Abu-l-Hazm per ser alliberat i després als amics per intercedir. Finalment va fugir i va buscar el perdó de Abu-l-Hazm i de Wal·lada amb boniques cartes i poemes.
Perdonat després de la mort del senyor cordovès (1043) va poder tornar i fou fins i tot ministre d'Abu-l-Walid Muhàmmad ibn Jàhwar ar-Raixid (1043-1070) i ambaixador en diverses regnes musulmans de la península. Difamat pels seus adversaris va abandonar Còrdova, i va viure a diverses ciutats, principalment a Sevilla (1049) on fou ministre d'Abbad ibn Muhàmmad al-Mútadid (+1068) i el seu fill Muhàmmad ibn Abbad al-Mútamid (+1095), reis que també eren poetes, i pels que va escriure l'anomenada poesia àulica i panegírics. Va ajudar al segon a esdevenir senyor de Còrdova (1070), però el visir sevillà Abu-Bakr Muhàmmad ibn Ammar el va allunyar cap a Sevilla per gelosia i va morir al retornar a aquesta ciutat.